# MTV Movie Awards 2007
De MTV Movie Awards 2007 vonden plaats op 3 juni 2007 in het Gibson Amphitheatre in Universal City (Californië) en werden gepresenteerd door comédienne Sarah Silverman. Het was de eerste MTV Movie Awards-uitreiking die live werd uitgezonden voor het Amerikaanse publiek.

## Winnaars & Nominaties

### Best Movie (Beste Film)
- Pirates of the Caribbean: Dead Man's Chest
- 300
- Blades of Glory
- Borat: Cultural Learnings of America for Make Benefit Glorious Nation of Kazakhstan
- Little Miss Sunshine

### Best Performance (Beste Vertolking)
- Johnny Depp - Pirates of the Caribbean: Dead Man's Chest
- Gerard Butler - 300
- Jennifer Hudson - Dreamgirls
- Keira Knightley - Pirates of the Caribbean: Dead Man's Chest
- Beyoncé - Dreamgirls
- Will Smith - The Pursuit of Happyness

### Breakthrough Performance (Beste Nieuwkomer)
- Jaden Smith - The Pursuit of Happyness
- Emily Blunt - The Devil Wears Prada
- Abigail Breslin - Little Miss Sunshine
- Lena Headey - 300
- Columbus Short - Stomp the Yard
- Justin Timberlake - Alpha Dog

### Best Comedic Performance (Beste Komische Vertolking)
- Sacha Baron Cohen - Borat: Cultural Learnings of America for Make Benefit Glorious Nation of Kazakhstan
- Emily Blunt - The Devil Wears Prada
- Will Ferrell - Blades of Glory
- Adam Sandler - Click
- Ben Stiller - Night at the Museum

### Best Kiss (Beste Kus)
- Will Ferrell & Sacha Baron Cohen - Talladega Nights: The Ballad of Ricky Bobby
- Cameron Diaz & Jude Law - The Holiday
- Columbus Short & Meagan Good - Stomp the Yard
- Mark Wahlberg & Elizabeth Banks - Invincible
- Marlon Wayans & Brittany Daniel - Little Man

### Best Villain (Beste Schurk)
- Jack Nicholson - The Departed
- Tobin Bell - Saw III
- Bill Nighy - Pirates of the Caribbean: Dead Man's Chest
- Rodrigo Santoro - 300
- Meryl Streep - The Devil Wears Prada

### Best Fight (Beste Gevecht)
- Gerard Butler vs. "The Uber Immortal" (The Spartan/Persian Battle) - 300
- Jack Black & Héctor Jiménez vs. Los Duendes (Wrestling Match) - Nacho Libre
- Sacha Baron Cohen vs. Ken Davitian (Naked Wrestle Fight) - Borat: Cultural Learnings of America for Make Benefit Glorious Nation of Kazakhstan
- Will Ferrell vs. Jon Heder (Ice Rink Fight) - Blades of Glory
- Uma Thurman vs. Anna Faris (Super Girl Fight) - My Super Ex-Girlfriend

### Best Summer Movie You Haven't Seen Yet (Beste Zomerfilm die je nog niet hebt gezien)
- Transformers (4 juli)
- Rush Hour 3 (10 augustus)
- Hairspray (20 juli)
- Fantastic Four: Rise of the Silver Surfer (15 juni)
- Evan Almighty (22 juni)
- Harry Potter and the Order of the Phoenix (11 juli)
- I Now Pronounce You Chuck and Larry (20 juli)
- The Simpsons Movie (27 juli)

### mtvU student filmmaker award
- Josh Greenbaum - Border Patrol (University of Southern California)
- Robert Dastoli - Southwestern Orange County vs. The Flying Saucers (University of Central Florida)
- Maria Gigante - Girls Room (Columbia College Chicago)
- Alexander Poe - Please Forget I Exist (Columbia University)
- Andrew Shipsides - Bottleneck (Savannah College of Art & Design)

### MTV Generation Award
- Mike Myers

### MTV Movie Spoof Award
- United 300 by Andy Signore
- Texas Chainsaw Musical by Zan Passante
- Texas Chainsaw Massacre: The Rehab by Noah Harald
- Casino Royale with Cheese by Bill Caco
- Quentin Tarantino's Little Miss Squirtgun by Velcro Troupe

1992 · 1993 · 1994 · 1995 · 1996 · 1997 · 1998 · 1999 · 2000 · 2001 · 2002 · 2003 · 2004 · 2005 · 2006 · 2007 · 2008 · 2009 · 2010 · 2011